# Bielsko (jezioro w województwie zachodniopomorskim)
Bielsko (niem. Bölzig See) – duże jezioro rynnowe w Polsce, położone w województwie zachodniopomorskim, w powiecie szczecineckim, w gminie Biały Bór.
Akwen leży w Dolinie Gwdy. Od północnego wschodu przylega do miasta Biały Bór, następnie ciągnie się wąską rynną na południe.